# Johannes Avianus
Johannes Avianus   (Tonndorf, c. 1550 - Eisenberg, 22 de gener de 1617) fou un escriptor i compositor de música.
El musicògraf Walther cita 13 obres d'Aviano, que considera importants per la història de la música.
Publicà: Isagoge in libros musicae poeticae (Erfurst, 1581), i alguns autors també citen un Tractat de música pràctica.